# 普朗托雷勒山脉

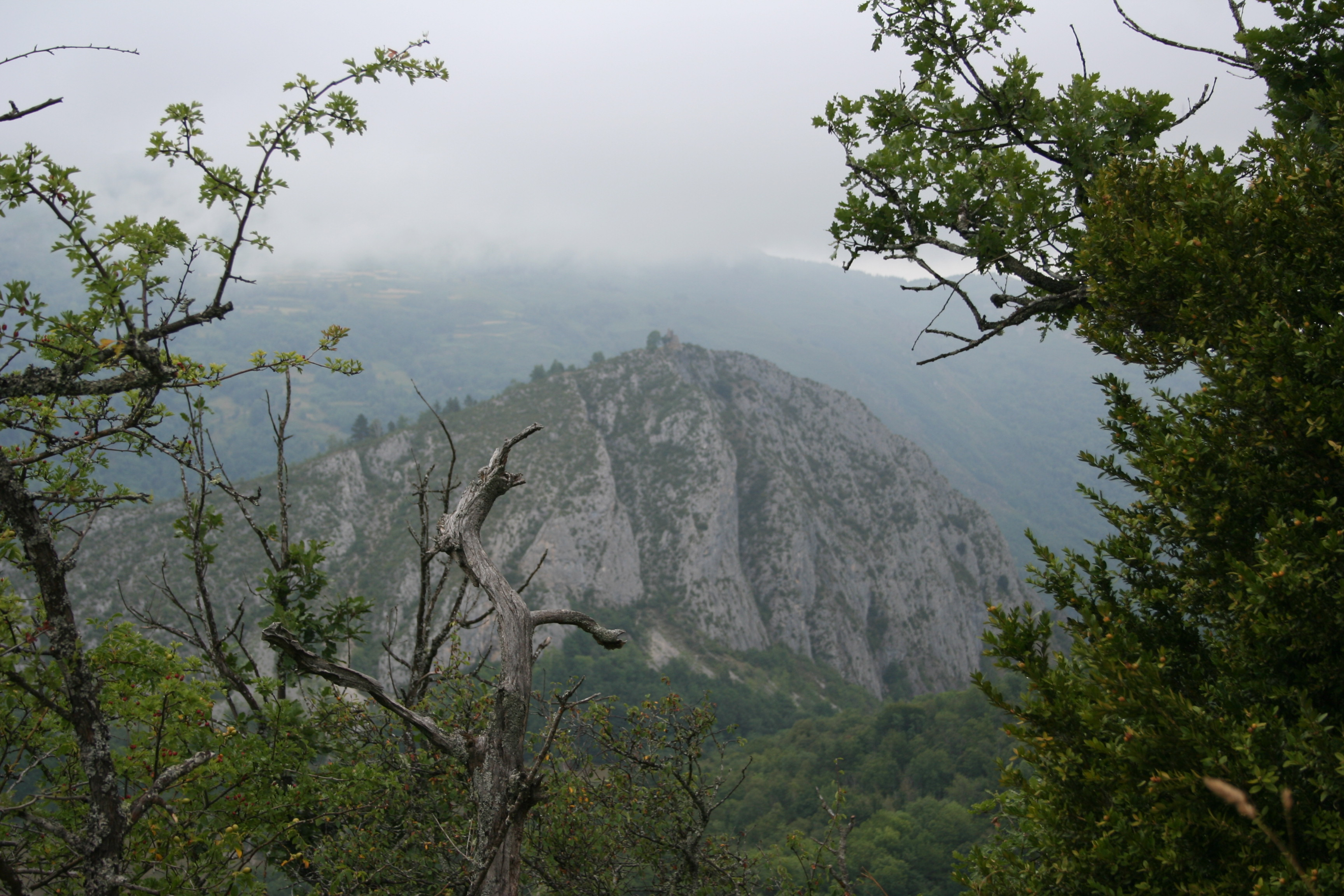

普朗托雷勒山脉（法語：Massif du Plantaurel）是法國南部的一处山脉，位於該國南部阿列日省，是前比利牛斯山山麓的一部分，又称"小比利牛斯山"（法語：Petites Pyrénées），長73公里，面積590平方公里，最高點海拔高度1,014米。